# Rue du Pont-Guilheméry
Pour les articles homonymes, voir Rue du Pont.
La rue du Pont-Guilheméry (en occitan : carrièra del Pont Guilhemeri) est une voie de Toulouse, chef-lieu de la région Occitanie, dans le Midi de la France.

## Situation et accès

### Description
La rue du Pont-Guilheméry est une voie publique. Elle relie les quartiers Dupuy, dans le secteur 1 - Centre, et Guilheméry, dans le secteur 4 - Est.

### Voies rencontrées
La rue du Pont-Guilheméry rencontre les voies suivantes, dans l'ordre des numéros croissants (« g » indique que la rue se situe à gauche, « d » à droite) :
1. Place Dominique-Martin-Dupuy
2. Rue de la Charité (d)
3. Boulevard du Professeur-Léopold-Escande (g)
4. Port Saint-Étienne (d)
5. Pont Guilheméry
6. Boulevard de la Gare (g)
7. Port Saint-Étienne (d)
8. Rue Jean-Goujon (g)
9. Avenue Camille-Pujol (d)

## Odonymie
La rue du Pont-Guilheméry a toujours porté ce nom, lié au pont construit vers 1680 sur le canal du Midi. Au-delà, le chemin montait vers la fontaine – le « griffoulet » – et le hameau de Guilheméry, établi sur le coteau (actuelle rue de Griffoulet). L'origine de ce nom est obscure, même si elle a pu être rapprochée d'un certain Guilhem Erys, notable toulousain qui possédait à la fin du XVe siècle une maison forte au sud de la ville, appuyée sur une tour de l'ancien rempart gallo-romain (emplacement des actuels no 1 à 7 rue des Renforts),.

## Patrimoine et lieux d'intérêt

### Canal du Midi
Patrimoine mondial (1996).
La rue du Pont-Guilheméry franchit le canal du Midi. La première partie du canal, entre la Garonne, à Toulouse, et le seuil de Naurouze, est creusée entre 1667 et 1671. 
- pont Guilheméry. 
Le premier pont Guilheméry est construit en brique vers 1680, peu après le creusement du canal. Il est démoli et reconstruit entre 1841 et 1845 avec le soutien du département de la Haute-Garonne et de la ville de Toulouse : le nouveau pont, en brique claire et pierre de taille, avec son arche surbaissée, est représentatif des ponts construits à cette époque. Mais dans les années 1960, il se révèle inadapté au développement du trafic automobile et il est démoli en 1975. Le projet inclut la construction d'un pont-dalle franchissant le canal, et l'aménagement de voies sur berges longeant le canal à l'emplacement du port Saint-Étienne. Le pont, d'une seule travée, en béton précontraint, mesure 38 mètres de long et 19 mètres de large. Il est inauguré en octobre 1976[3].

### Immeubles et maisons
- no  3 : immeuble[4].

- no  4 : hôtel des Bains-Douches. 
Les bains-douches du quartier Dupuy sont construits entre 1932 et 1939, dans le style Art déco, sur les plans de l'architecte de la ville, Jean Montariol. Les douches se trouvaient au rez-de-chaussée, les Fourneaux économiques[N 1] au 1er étage. Entre 2004 et 2006, le bâtiment, pour être transformé en hôtel, est surélevé deux étages et entièrement réaménagé, faisant disparaître les espaces intérieurs, mais aussi le décor extérieur[5],[6]. 
La façade, large de cinq travées, est éclairée par des fenêtres triples. Un décor de mosaïque, réalisé par Bruno Schmeltz, prend place entre les fenêtres des deux niveaux, ainsi qu'entre celles du 1er étage. Mais c'est surtout le pan coupé, à l'angle de la rue de la Charité, qui est mis en valeur par une grande mosaïque. Une corniche couronne l'élévation. Au-dessus s'élèvent deux étages à l'architecture contemporaine. Le mur-rideau de verre est en léger retrait, afin de ménager un espace pour des balcons. Des pylônes en acier, groupés par deux, soutiennent une corniche en béton[7].

- no  7 : immeuble. 
L'immeuble, construit au milieu du XIXe siècle, se signale par son architecture néo-classique soignée. Il développe une longue façade de sept travées et s'élève sur trois étages. Le rez-de-chaussée et l'entresol, réunis par de grandes arcades de boutique en plein cintre, est mis en valeur par un traitement en bossage continu. La différence entre les deux niveaux est simplement marquée par un cordon mouluré. À l'entresol, les petites fenêtres carrées ont des garde-corps en fonte. Au 1er et au 2e étage, les fenêtres ont un chambranle finement mouluré et des lambrequins en fonte. Au 1er étage, le balcon continu en pierre possède un garde-corps à grecques et motifs géométriques. Au 2e étage, les balconnets ont des garde-corps aux motifs plus simples. Le niveau de combles est éclairé de petites fenêtres carrées. Entre elles prend place un décor en terre cuite, rappelant le commerce sur le canal du Midi : une ancre, une rame et un trident croisés et encadrés de palmettes, et un caducée accompagné de cornes d'abondance. L'élévation est surmontée d'une large corniche à modillons[8].

- no  40 : maison Castan. 
La maison est construite dans la deuxième moitié du XVIIIe siècle. Elle est, à cette époque et au début du XIXe siècle, la propriété des Castan (ou Castaing), mesureurs de grains qui s'occupaient des cargaisons de céréales qui circulaient sur le canal du Midi. La maison présente sur la rue du Pont-Guilheméry une façade néo-classique, large de six travées, qui s'élève sur deux niveaux – un rez-de-chaussée et un étage – séparés par un gros cordon de brique. Le rez-de-chaussée est ouvert par trois arcades de boutique voûtées en anse de panier et une porte voûtée en berceau. À l'étage, les fenêtres ont des pierres de gond et un appui en pierre[9].